# Osvaldo Di Carlo
Osvaldo Di Carlo (Argentina, 25 de mayo de 1930 – Argentina, 20 de junio de 2005) fue un dirigente deportivo argentino, presidente del Club Atlético River Plate.
Fue vicepresidente del River Plate de Buenos Aires entre 1983 y 1989 y presidió el consejo en 1986. En 1989 llegó a la presidencia del club tras la renuncia de Hugo Santilli. Se mantuvo en el cargo hasta diciembre de ese mismo año, cuando perdió las elecciones frente a Alfredo Davicce. Posteriormente fue presidente de prensa durante la gestión de David Pintado. Falleció siendo vocal titular de la comisión directiva.

## Trayectoria como dirigente deportivo
- 1975-1979: Vocal titular - Pdte. de Prensa
- 1979-1983: Vocal titular - Prosecretario
- 1983-1989: Vicepresidente primero del Club Atlético River Plate; vicepresidente primero de la AFA
- 1986: Presidente del consejo de Fútbol Profesional.
- 1989: Presidente de River Plate.
- 1997-2001: Vocal titular - Presidente del Dpto. de Prensa.
- 2001-2005: Vocal titular - Presidente de la Comisión de Asuntos Agrupacionales - Presidente de la Comisión de Relaciones Institucionales.

### Resultados electorales

#### 1989
| Candidato                   | Candidato                   | Agrupación                          | Votos | %      |
| --------------------------- | --------------------------- | ----------------------------------- | ----- | ------ |
|                             | Alfredo Davicce             | Cruzada Unidad Riverplatense        | 2 740 | 33,90% |
|                             | Osvaldo Di Carlo            | Frente Renovador Riverplatense      | 2 640 | 32,66% |
|                             | Jorge Delfino               | MAR 25                              | 1 468 | 18,16% |
|                             | Jorge Kiper                 | Frente Único Opositor Riverplatense | 1 233 | 15,25% |
| Total de votos válidos      | Total de votos válidos      | Total de votos válidos              | 8 081 | 99,97% |
| Votos nulos y blancos       | Votos nulos y blancos       | Votos nulos y blancos               | 20    | 0,3%   |
| Total de sufragios emitidos | Total de sufragios emitidos | Total de sufragios emitidos         | 8 101 | 100%   |

#### 1993
| Candidato                   | Candidato                   | Agrupación                         | Votos | %      |
| --------------------------- | --------------------------- | ---------------------------------- | ----- | ------ |
|                             | Alfredo Davicce             | Cruzada Unidad Riverplatense       | 3 901 | 61,80% |
|                             | Osvaldo Di Carlo            | Frente de la Victoria              | 1 905 | 30,18% |
|                             | Carlos Lancioni             | Agrupación Tradicional River Plate | 506   | 8,01%  |
| Total de votos válidos      | Total de votos válidos      | Total de votos válidos             | 6 312 | 99,99% |
| Votos nulos y blancos       | Votos nulos y blancos       | Votos nulos y blancos              | 7     | 0,1%   |
| Total de sufragios emitidos | Total de sufragios emitidos | Total de sufragios emitidos        | 6 319 | 100%   |